# Phithack Kongmathilath
Phithack Kongmathilath (tiếng Lào: ພິທັກ ກອງມາທິລາດ; sinh ngày 6 tháng 8 năm 1996) là một cầu thủ bóng đá người Lào hiện đang thi đấu ở vị trí tiền vệ cho câu lạc bộ Nakhon Pathom United thuộc Giải bóng đá Hạng Nhất Quốc gia Thái Lan.

## Thống kê sự nghiệp

### Quốc tế
Tính đến 21 tháng 1 năm 2019
| Đội tuyển quốc gia | Năm       | Trận | Bàn |
| ------------------ | --------- | ---- | --- |
| Lào                | 2017      | 5    | 1   |
| Lào                | 2018      | 10   | 4   |
| Tổng cộng          | Tổng cộng | 15   | 5   |

### Bàn thắng quốc tế
| #  | Ngày                 | Địa điểm                                                  | Đối thủ     | Bàn thắng | Kết quả | Giải đấu             |
| -- | -------------------- | --------------------------------------------------------- | ----------- | --------- | ------- | -------------------- |
| 1. | 2 tháng 10 năm 2017  | Sân vận động Thành phố Đài Bắc, Đài Bắc, Đài Loan         | Philippines | 1–3       | 1–3     | Giao hữu             |
| 2. | 27 tháng 3 năm 2018  | Sân vận động Quốc gia Lào mới, Viêng Chăn, Lào            | Bangladesh  | 1–0       | 2–2     | Giao hữu             |
| 3. | 27 tháng 3 năm 2018  | Sân vận động Quốc gia Lào mới, Viêng Chăn, Lào            | Bangladesh  | 2–0       | 2–2     | Giao hữu             |
| 4. | 3 tháng 10 năm 2018  | Sân vận động Huyện Sylhet, Sylhet, Bangladesh             | Philippines | 1–3       | 1–3     | Cúp Bangabandhu 2018 |
| 5. | 12 tháng 11 năm 2018 | Sân vận động Quốc gia Bukit Jalil, Kuala Lumpur, Malaysia | Malaysia    | 1–0       | 1–3     | AFF Cup 2018         |
| 6. | 27 tháng 3 năm 2022  | Sân vận động Quốc gia Lào mới, Viêng Chăn, Lào            | Brunei      | 3–0       | 3–2     | Giao hữu             |